# Communauté de communes CAPAVENIR
La communauté de communes CAPAVENIR est une ancienne communauté de communes française, qui était située dans le département des Vosges et la région Lorraine.

## Histoire
Elle est créée le 1er janvier 2005 afin que les 8 communes membres puissent construire ensemble un projet commun de développement tourné vers l'avenir.
Le 1er janvier 2013, elle fusionne avec 4 autres structures intercommunales ainsi que onze communes pour former la Communauté d'agglomération d'Épinal.

## Composition
Elle était composée de 8 communes :
1. Thaon-les-Vosges (siège)
2. Nomexy
3. Chavelot
4. Girmont
5. Frizon
6. Mazeley
7. Oncourt
8. Gigney

## Compétences
Ses principales compétences sont le développement économique, l'aménagement du territoire, l'amélioration de l'habitat et du cadre de vie.

### Aménagement de l'espace
- Participation à l'aménagement de la Véloroute

Capavenir s'est engagé avec le Conseil Général et le Syndicat mixte du pays d'Epinal cœur des Vosges dans le cadre de l'aménagement de la véloroute Charles Le Téméraire.
La véloroute traverse le territoire de Chavelot à Nomexy en logeant le canal et offre un cadre idéal aux sportifs et aux familles pour les balades à pied, à vélo ou en roller.
- Aménagement de bourgs

Au titre de sa politique d'aménagement de l'espace communautaire, Capavenir a décidé de soutenir et de subventionner des projets qui entrent dans un schéma global d'aménagement d'une Commune et qui ont pour objet de mettre en valeur le territoire, d'améliorer la sécurité des usagers ou la qualité de vie des habitants.
- Aménagement de sentiers de randonnées

Capavenir souhaite aménager des itinéraires de randonnées qui permettront de découvrir notre territoire, son patrimoine et son histoire.
Au cœur de la campagne, le circuit Oncourt-Gigney-Mazeley propose une balade d'environ 13 km à la découverte des exploitations agricoles du territoire en passant par les étangs de Corbé, l'église de Gigney, l'orgue et l'arboretum de Mazeley...
Le circuit Frizon-Nomexy emprunte des sentiers forestiers et permet de découvrir la faune et la flore locales. Il propose des visites du moulin de Nomexy et du musée agraire de Frizon.
Des traditions agricoles aux exploitations actuelles, les sentiers présentant un panorama complet de l'agriculture, à travers son histoire, son évolution, son impact sur les paysages et son mode de vie.
- Aménagement d'aires de jeux et de loisirs

Capavenir assure depuis le 1er janvier 2009, le nettoyage, l'entretien et le contrôle des aires de jeux et de loisirs du territoire, du Mini-golf du Coignot et du parcours de santé de Thaon les Vosges.  
Après Girmont, Nomexy et Thaon-les-Vosges, un terrain multisports a été aménagé cette année à Chavelot. 
Foot, basket, hand, volley...chacun peut ainsi pratiquer son sport favori dans les meilleures conditions.
À proximité de ce terrain, et à la suite d'une demande de la commission sports du Conseil des jeunes, un boulodrome de deux pistes a été implanté. Le site comprend désormais un terrain de cross, un terrain multisports, un boulodrome et une aire de jeux pour les plus jeunes.
Afin de compléter l'offre existante en matière d'équipements de loisirs pour la jeunesse, le Conseil communautaire a décidé d'aménager en 2012, un skate park comprenant des équipements sécurisés pour la pratique des sports urbains (skate, trottinettes, rollers, BMX...)

### Habitat
- Énergies renouvelables

Afin de contribuer à la protection de l'environnement et de favoriser les économies d'énergie, la Communauté de communes a décidé d'encourager l'utilisation des énergies renouvelables en attribuant des aides aux personnes qui installent ces équipements dans leur logement.
- Ravalement de façades

Ce programme, engagé avec le soutien et la participation financière du Conseil Général des Vosges permet d'apporter une aide aux personnes qui engagent une opération de ravalement de leurs façades, et contribuent ainsi à l'embellissement du cadre de vie.

### Médiathèque intercommunale
La médiathèque intercommunale propose de nombreuses activités, emmène les lecteurs à la rencontre des auteurs et présente tout au long de l'année des expositions explorant des thématiques très variées comme la découverte de la faune et de la flore locale, la préservation de l'environnement, la gestion des déchets ou le cycle de l'eau ... 
La médiathèque propose plus de 20 000 ouvrages, 20 périodiques, 500 CD, 300 DVD, 7 postes informatiques.

### L'école de musique intercommunale
Afin de favoriser l'accès à l'enseignement musical, la gestion de l'Ecole de musique de Thaon les Vosges a été transférée à la Communauté de communes. Ce transfert permettra d'harmoniser la politique tarifaire et de développer les actions à l'échelle du territoire. 
L'Ecole intercommunale de Musique a mis en place un projet d'établissement qui s'articule autour de 4 axes : la formation, la sensibilisation, la diffusion et la création. Elle travaille étroitement avec de multiples partenaires. 
L'école propose des cours d'initiation et de perfectionnement en musique aux enfants à partir de 5 ans (grande section de maternelle) aux adolescents et aux adultes.

### Loisirs
- La maison du vélo

Située sur l'aire du Coignot à Thaon les Vosges, face à la Rotonde, et à proximité de la voie verte, la Maison du vélo offre un point de ralliement aux cyclistes de notre territoire qui parcourent la Voie verte ou les itinéraires VTT aménagés par le Syndicat mixte du Pays d'Épinal Cœur des Vosges. 
La Maison du vélo abrite un point de location qui vous permet de partir en balade à partir d'un euro de l'heure. 
- Le Mini-golf

Situé a deux pas de la Maison du vélo, sur le site du Coignot, le mini-golf vous accueille de 13h30 à 18h00 les mercredis, samedis et dimanches pendant toute la période estivale. Le matériel est mis à disposition gratuitement à la Maison du vélo.
- Le parcours de santé

Situé au cœur de la forêt Thaonnaise, le parcours de santé est souvent fréquenté par les sportifs qui peuvent s'exercer sur les agrès installés le long du parcours. Les familles aiment également venir s'y promener et partir pour une balade riche en découverte.

## Administration
La Communauté de communes Capavenir est administrée par un Conseil communautaire composé de 21 membres titulaires et 21 suppléants, représentant les communes membres, et désignés au sein de leurs conseils municipaux.
| Période                                  | Période          | Identité        | Étiquette | Qualité                                 |
| ---------------------------------------- | ---------------- | --------------- | --------- | --------------------------------------- |
| Les données manquantes sont à compléter. |                  |                 |           |                                         |
|                                          | 31 décembre 2012 | Dominique Momon | DVD       | Maire de Thaon-les-Vosges (depuis 2009) |